# 占有権
占有権（せんゆうけん）とは、物に対する事実上の支配（占有）そのものを法律要件として生ずる物権である。日本の民法では180条以下に規定がある。
日本の民法は、以下で条数のみ記載する。

## 概説

### 占有権の意義
占有を法律上正当づける権利たる所有権、地上権、質権等の権利を本権というのに対し、占有権は物に対する事実上の支配という状態そのものに法的保護を与える権利である。占有権の意義は、近代社会においては自力救済が原則として禁止されるのに対応し、まず事実上の支配状態（占有）に法的保護を与えることで社会秩序を維持するとともに取引の安全を図ること、また、権利の外観を保護することで真の権利者について本権存在の証明の負担から解放する点にある。ある物が窃取あるいは詐取された場合、窃取・詐取した者は本権がないが占有権を有し、窃取・詐取された者は本権を有するにもかかわらず占有権がない状態に置かれることになる。

### 所持と占有意思
占有権は自己のためにする意思をもって物を所持することによって取得される（180条）。

#### 所持
民法上の所持とは、物が特定の人の支配に属していると認められる客観的な事実・状態を指す。社会通念をもとに判断され、現実に物を把持している必要はないが、一定の時間的継続が必要とされる。なお、他人を媒介しての所持も認められる（後述の占有代理人あるいは占有補助者による場合）。

#### 占有意思
物の所持によって得られる利益を自己に帰属させる意思を占有意思というが、占有権の取得には占有意思が必要であるとする立場（主観説・主観主義）と占有意思の有無を問わない立場（客観説・客観主義）がある。ドイツ法（ドイツ民法854条）やスイス法（スイス民法919条）は客観主義をとるが、日本法は「自己のためにする意思」を占有権取得の要件としている（主観主義。180条）。占有意思は客観的に占有を生じた原因につき定められる（通説）。ただ、日本の民法の解釈においても占有意思の要件については大きく緩和されており、潜在的・一般的なもので足りるとされ、不在中に配達された郵便物等にも占有意思は認められる。

### ポセッシオとゲヴェーレ
日本の占有権概念は沿革的にはローマ法のポセッシオとゲルマン法のゲヴェーレの双方に由来している。ローマ法上のポセッシオとは物に対する事実上の支配状態そのものを本権から切り離して保護するもので、日本の民法では占有者の占有訴権（197条）、果実取得（189条・190条）、損害賠償責任（191条）、費用償還（196条）の規定がこれに由来するとされる（ただし、これらの規定はゲルマン法の影響も受けている）。これに対してゲルマン法のゲヴェーレとは動産の所持や不動産の用益という本権の表象たる権利の表現形式を保護するもので、日本の民法では権利の推定（188条）と即時取得（192条-194条）がこれに由来するとされる。

## 占有の態様

### 自主占有と他主占有
占有は、占有している人がどのような意思をもって物を所持しているかにより、自主占有と他主占有に大別される。
自主占有
所有の意思で物を占有する場合である。
他主占有
所有の意思がなく物を所持する場合（他人の物を預かったり、借りたりする場合）である。
自主占有と他主占有の区別は、取得時効の要件（162条以下）、無主物先占の要件（239条）、占有者による損害賠償（191条）において区別の実益がある。占有者は所有の意思をもって占有しているものとの推定を受ける（186条1項）。
なお、他主占有から自主占有に占有の性質を変更するには、その占有者が自己に占有をさせた者に対して所有の意思があることを表示し、または新権原により更に所有の意思をもって占有を始めたものと認められなければならない（185条）。相続が同条にいう新権原として認められるかどうかという点については、客観的にみて相続人が承継時に所有の意思を明らかにもっていたとみられる場合にはこれを肯定するのが現在の通説・判例である（最判昭46・11・30民集25巻8号1437頁）。

### 自己占有と代理占有
- 自己占有（直接占有）
占有者本人が他人のために一時占有する権利義務を持ち物を所持している占有。質権者・賃借人・受寄者などである。
- 代理占有（間接占有）
本人が他人（占有代理人・占有機関などと呼ぶ）の直接占有を通じて取得する占有（181条）。賃貸人や寄託者などである。代理占有は占有代理人の意思表示の効果として生じているものではないので本質的に代理とは異なる[20][21][22][23]。

#### 代理占有の要件
1. 占有代理人による所持
2. 代理人の本人のためにする意思
客観的に権原の性質をもとに判断される（通説）[24]。占有代理人には本人のためにする意思と自己のためにする意思が併存していてもよい（通説・判例）。
3. 占有代理関係の存在
占有代理関係は代理、質権、地上権、賃貸借、寄託などによって生じる[25][26]。

なお、代理占有の消滅事由については204条に定められている（#代理占有の消滅を参照）。

#### 代理占有の効果
取得時効の進行、即時取得、占有訴権など占有権から生ずる諸々の法律効果は本人に生ずる。占有の善意・悪意の判断は占有代理人を基準とするが、本人が悪意であれば占有代理人が善意であっても保護すべき必要はなく悪意占有となる（通説）。

#### 占有補助者との差異
占有代理人と占有補助者（占有機関）とは区別される。借家の賃借人など独立した占有者としての地位が認められる者を占有代理人というのに対し、法人の機関や雇主の使用人など独立した占有者としての地位を認められない者を占有補助者（占有機関）といい、後者には占有訴権の原告適格や物権的請求権の被告適格が認められない（債務名義があれば当然に退去させることができることを意味する）。

### 善意占有と悪意占有
- 善意占有
本権に基づかない占有のうち、占有者が本権があると誤信して占有している場合。善意占有は誤信に対する過失の有無によりさらに過失ある占有と過失なき占有に分けられる[31]。
通常の法律上の用例であれば「善意」には不知を含むが、善意占有でいう「善意」には不知であっても疑いを持っている場合を含まない点で異なる[32]。
占有者は善意で占有をするものと推定される（186条1項）。ただし、善意の占有者が本権の訴えにおいて敗訴したときは訴えの提起の時から悪意の占有者とみなされる（189条2項）。
過失については推定規定がないが、判例は「およそ占有者が占有物の上に行使する権利はこれを適法に有するものと推定される以上（民法一八八条）、譲受人たる占有取得者が右のように信ずるについては過失のないものと推定され、占有取得者自身において過失のないことを立証することを要しないものと解すべき」とする（最判昭41・6・9民集20巻5号1011頁）。
- 悪意占有
本権に基づかない占有のうち、占有者が本権に基づかないことを知り、または本権の有無について疑いを有しながら占有している場合。本権の有無について疑いを有しながら占有している場合も悪意占有である（大判大8・10・13民録25輯1863頁）。具体例としては、他人の土地であると知っているにもかかわらず、その土地に居座っている者は、その土地を悪意占有していることになる。

善意占有と悪意占有の区別は、取得時効の要件（162条以下）、果実の収取・償還（189・190条）、占有者による損害賠償（191条）、即時取得の要件（192条）、占有者による費用の償還請求（196条）において区別の実益があり、取得時効の要件（162条以下）と即時取得の要件（192条）においては過失の有無も問題となる。
なお、本権に基づく占有には善意占有と悪意占有の区別はないことに注意を要する。

### 瑕疵なき占有と瑕疵ある占有
- 瑕疵なき占有
善意・平穏・公然・無過失・継続などの要件をすべて備える占有[34]。
- 瑕疵ある占有
善意・平穏・公然・無過失・継続などの要件を欠く占有、すなわち、それぞれこれらと対をなす悪意・強暴・隠避・過失・不継続など完全な占有による法律効果の妨げとなる事情を有する占有をいう[27][35]。

瑕疵なき占有と瑕疵ある占有の区別は、取得時効の要件（162条以下）、即時取得の要件（192条）、占有の承継（187条2項）において区別の実益がある。
以上のうち善意・平穏・公然については186条1項、継続については同条2項で推定される（継続については前後の両時点において占有をした証明をもって推定される）。 

### 共同占有
- 共同占有
共有者や共同相続人など目的物につき数人が共同して占有する場合[27][36][28]。
- 単独占有
目的物につき単独で占有する場合

## 占有の取得

### 占有権の原始取得
占有権は自己のためにする意思をもって物を所持するという要件を満たせば原始取得でき（180条）、代理人によっても取得できる（181条）。無主物先占や遺失物拾得などがある。

### 占有権の承継取得

#### 占有権の移転
占有の移転を引渡しという。民法第二編第二章には、引渡しの方法として、以下の方法が規定されている。
- 現実の引渡し（182条1項）
- 簡易の引渡し（182条2項）
- 占有改定（183条）
- 指図による占有移転（184条）

#### 占有権の相続
占有権は相続により包括的に承継される。
占有権が包括的に承継される場合としては、このほか企業の合併などがある。

#### 占有の承継
占有の承継には、占有の承継人が前の占有者の占有を同一性を保ちつつ承継したという面と、占有承継人が新たに占有を取得したという面の二面性がある。
このことから占有者の承継人は、自己の占有のみを主張するか、あるいは自己の占有に前の占有者の占有を併せて主張するかを選択することができる（187条1項）。占有が転々とした場合においては、占有の承継人は直前の占有者に限らず自らが選択する任意の占有者以降の占有を継続的なものとして併合して主張しうるのであり（187条1項の「その選択に従い」の文言、大判昭9・5・28民集13巻857頁）、また、承継人は占有を併合させる主張を改めて自己の占有のみを主張することもできる（大判大6・11・8民録23輯1772頁）。ただし、前の占有者の占有を併せて主張する場合には、前の占有者の占有における瑕疵をも承継することになる（187条2項）。
これらは取得時効の要件充足の判断（占有開始時とその時の瑕疵の有無）において重要な意味を持つ（187条参照）。
なお、占有の性質に変更を伴った場合（他主占有から自主占有へ移行している場合など）には占有の併合は認められない（通説・判例）。

## 占有権の効力

### 本権公示的効力
本権徴表的効力として分類されることもある。
- 動産に関する物権の譲渡の対抗要件
動産に関する物権の譲渡は、その引渡しがなければ、第三者に対抗することができない（178条）。

- 本権の推定
占有者が占有物について行使する権利は、適法に有するものと推定される（188条）。占有者は本権を有している場合が多いという蓋然性を根拠としている[42]。占有者に本権が伴っていないと主張する者はその旨を立証することを要する[43]。ただし、不動産のように登記など公示制度がある場合には、原則として占有ではなく登記によって本権の所在は判断される（通説・判例。最判昭34・1・8民集13巻1号1頁）[42][43][44]。このような場合の占有による本権の推定については、否定説（未登記建物の場合についてのみ占有による推定力がある）と肯定説（一次的には登記、二次的に占有による）が対立する[42]。なお、他人の不動産を占有する正権原があるとの主張については、その主張をする者に立証責任があり188条を援用することはできない（最判昭35・3・1民集14巻3号327頁）。

- 即時取得
占有者が占有物たる動産を取引行為によって平穏・公然・善意・無過失に取得した場合には即時取得する（192条）。即時取得は原始取得であるから前主のもとで付着していた他物権等は消滅する。

### 本権取得的効力
占有者に本権取得を認め、また、善意の占有者の保護を図るものである。
- 無主物先占
所有者のない動産は、所有の意思をもって占有することによって、その所有権を取得する（239条1項）。

- 果実の収取と償還
  - 善意占有者の果実の収取

善意占有者は果実収取権を有する（189条1項）。不当利得の特則でありその適用は排除される[45]。この規定については善意占有者の果実収取権を認めたものとみる説と消費した果実の返還義務が免除されるにすぎないとみる説が対立し、消費されていない果実の扱いをめぐって異なる結論となる[46]。
善意占有であればよく過失の有無を問わない[47][48]。ただし、過失のある場合に不法行為責任を問いうるか否かについては否定説と肯定説がある[47]。
本来的に果実を収取する権利を有しない占有者（動産質権者、留置権者、受寄者など）については189条の適用はない（通説）[47]。また、不当利得の運用益については189条にいう「果実」ではなく703条によって処理される（最判昭38・12・24民集17巻12号1720頁）。
  - 悪意占有者の果実の償還

悪意占有者は果実を返還し、既に消費し過失によって損傷し、または収取を怠った果実の対価を償還しなければならない（190条1項）。瑕疵ある占有者（暴行もしくは強迫または隠匿によって占有をしている者）も悪意占有者と同様である（190条2項）。また、善意占有者が本権の訴えにおいて敗訴したときは訴え提起時から悪意の占有者とみなされ、提訴後に得た果実の返還をしなければならない（189条2項）。190条の規定は不法行為責任を問うことを排除するものではないが（通説・判例。大判大7・5・18民録24輯982頁、大判大7・3・3民集11巻274頁。190条は果実・対価の償還の範囲という点については不法行為責任の特則となる）、果実やその代価に関して悪意者であるとの理由のみで当然に不法行為が成立するわけではない（最判昭32・1・31民集11巻1号170頁）[49][50]。

- 占有者の損害賠償
占有物が占有者の帰責事由により滅失・損傷した場合には、悪意占有者の場合にはその損害の全部を、善意占有者の場合には現存利益の限度で賠償する義務を負う（191条本文）。ただし、所有の意思のない他主占有の場合には善意占有者であっても全部の賠償を要する（191条但書）。滅失・毀損には物理的毀損のほか法律上返還不能となった場合（第三者への売却など）を含む[51]。

- 費用償還請求権
占有者は占有物の回復者に対して、占有物の保存のために支出した必要費や改良のために支出した有益費などの償還を請求できる（196条1項本文、2項本文）。必要費は、占有者が果実を取得したときは占有者の負担になる（196条1項但書）。有益費は、支出した金額又は増価額を、回復者の選択に応じて請求できるが、悪意占有者からの有益費の償還については、回復者の請求により裁判所はその償還について相当の期限の許与することができる（196条2項但書）。

### 占有訴権

#### 占有訴権の意義
占有訴権（せんゆうそけん、フランス語：action possessoire ）とは、占有権の妨害や侵奪がある場合、占有者が占有権の効力としてこれを排除することを請求しうる権利のことをいう（197条）。占有訴権の位置づけについては、本権に基づく物権的請求権とは性質を異にするものであるとする説もあるが、物権的請求権の一種であるとみる説が多数説とされる。内容としては所有権など本権の効力として認められている民法上の「本権の訴え」に対応する。なお、「訴権」という名称は、沿革的な理由によるものであり、その内容は実体法上の請求権である。

#### 占有訴権の当事者
- 原告適格
占有訴権の主体は占有者（197条前段）または他人のために占有する者（197条後段）であり、善意・悪意を問わないが（大判大13・5・22民集3巻224頁）、先述の占有補助者（占有機関）はこれに含まれない[54]。
- 被告適格
占有訴権の相手方は占有を妨害あるいは侵奪している者である（198条以下）。相手方の故意・過失は不要であるが、判例によれば妨害による損害賠償については不法行為の内容となるため故意・過失を要する（大判昭9・10・19民集13巻1940頁）[55]。占有回収の訴えについては悪意の特定承継人にも及ぶが（200条）、悪意というためには占有の侵奪という事実の存在を認識していることを要する（最判昭56・3・19民集35巻2号171頁）。

#### 占有訴権の類型
- 占有保持の訴え（198条）
占有者がその占有を妨害されたときは、占有保持の訴えにより、その妨害の停止及び損害の賠償を請求することができる。
占有保持の訴えは、妨害の存する間又はその消滅した後1年以内に提起しなければならない。ただし、工事により占有物に損害を生じた場合において、その工事に着手した時から1年を経過し、又はその工事が完成したときは、これを提起することができない（201条1項）。
- 占有保全の訴え（199条）
占有者がその占有を妨害されるおそれがあるときは、占有保全の訴えにより、その妨害の予防又は損害賠償の担保を請求することができる。
占有保全の訴えは、妨害の危険の存する間は、提起することができる。この場合において、工事により占有物に損害を生ずるおそれがあるときは、工事に着手した時から一年を経過し、又はその工事が完成したときは、これを提起することができない。 （201条2項）。
- 占有回収の訴え（200条）
占有者がその占有を奪われたときは、占有回収の訴えにより、その物の返還及び損害の賠償を請求することができる。
占有を侵奪した者の特定承継人に対して提起することができないが、その承継人が侵奪の事実を知っていたときは、できる。
占有回収の訴えは、占有を奪われた時から1年以内に提起しなければならない（201条3項）。

#### 本権の訴えとの関係
占有の訴えは本権の訴えを妨げず、また、本権の訴えは占有の訴えを妨げない（202条1項）。占有の訴えについては、本権に関する理由に基づいて裁判をすることができない（202条2項）。ただし、判例は占有の訴えに対する本権に基づく反訴を認める（最判昭40・3・4民集19巻2号197頁）。なお、占有回収の訴えの提起は占有権の消滅の阻却事由となる（203条但書）。

## 占有権の消滅

### 自己占有の消滅
自己占有は物権一般の消滅原因のほか203条で定める場合に消滅する。
1. 占有者が占有の意思を放棄した場合
2. 占有者が占有物の所持を失った場合（占有者が占有回収の訴えを提起したときを除く）

### 代理占有の消滅
代理占有の消滅については204条1項に規定がある。
1. 本人が代理人に占有をさせる意思を放棄した場合
2. 代理人が本人に対して以後自己または第三者のために占有物を所持する意思を表示した場合
3. 代理人が占有物の所持を失った場合

なお、代理占有は代理権の消滅のみによっては消滅しない（204条2項）。

## 準占有
準占有とは、自己のためにする意思をもって財産権の行使をすることをいい、占有権の規定が準用される（205条）。

### 準占有の要件
準占有の要件は次の2つである。
1. 自己のためにする意思をもっていること
2. 財産権を行使していること

準占有の成立する典型的な権利（財産権）としては、著作権、特許権、商標権、鉱業権、漁業権、電話加入権などがある。
- 通常の債権
通常の債権については準占有が成立するとする説（通説・判例）と真正の債権者にも認められない保護を与えることになるとして準占有は成立しないとする説が対立する[58]。ただし、実際には債権については取引の安全の見地から478条に規定が設けられているため物権法上の準占有の適用余地はほとんどない[59][60]。
- 占有を内容とする権利
占有を内容とする権利（所有権、地上権、永小作権、質権、留置権、賃借権）については通常の占有によれば足りるので準占有は成立しない（通説）[56][57]。
- 地役権
地役権には準占有が成立する（通説・判例。判例として大判昭12・11・26民集16巻1665頁）[56]。
- 先取特権・抵当権
先取特権や抵当権については準占有が成立するとする説（通説）と準占有は成立しないとする説が対立する[57]。
- 取消権・撤回権・解除権
取消権・撤回権・解除権については準占有が成立するとする説（通説・判例）と一回の行使で消滅する手段的権利であるとして準占有は成立しないとする説が対立する[57]。

### 準占有の効果
準占有の場合には原則として占有権に関するすべての規定が準用される（205条）。ただし、債権取引については他の公示方法が備わっている（特に証券的債権については動産以上に取引の安全が図られている）点などから、即時取得の規定については準占有の規定の準用はないとされる（通説）。